# 'Amr III ibn al-Mundhir
'Amr III ibn al-Mundhir est un roi des Lakhmides, une tribu arabe pré-islamique, de 554 à 569.
Il est le fils d'al-Mundhir III ibn al-Nu'man (502–554), et lui succède sur le trône après sa mort. Il est aussi souvent appelé 'Amr ibn Hind d'après sa mère, Hind bint al-Harith b. Amr b. Hujr Akil al-Murar al-Kindi. Il est nommé gouverneur d'Anah par son père, qui l'envoie également à la frontière yéménite où il affronte en 552 les forces d'Abraha.
Roi semble-t-il cruel, il est orgueilleux et a pour habitude de brûler quiconque s'oppose à lui. Il est assassiné en 569 ou 570 par le poète 'Amr ibn Kulthum. Son frère Qabus ibn al-Mundhir (569–573) lui succède.